# 卡弗·米德
卡弗·安德烈斯·米德（英語：Carver Andress Mead，1934年5月1日—）是美国计算机科学家。

## 生平
生于加利福尼亚州贝克斯菲尔德。他目前是加州理工学院工程与应用科学Gordon and Betty Moore荣誉退休教授，教龄超过40年。
密德曾在加州理工学院学习电机工程，在1956年、1957年和1960年分别获得学士、硕士和博士学位。
摩爾定律是他最早提出來的。

## 外部連結
- National Medal of Technology citation, including the above biography (PDF)